# Bulbophyllum fulvibulbum
Bulbophyllum fulvibulbum là một loài phong lan thuộc chi Bulbophyllum.